# Le Triadou
Le Triadou  – miejscowość i gmina we Francji, w regionie Oksytania, w departamencie Hérault.
Według danych na rok 1990 gminę zamieszkiwały 262 osoby, a gęstość zaludnienia wynosiła 42 osoby/km² (wśród 1545 gmin Langwedocji-Roussillon Le Triadou plasuje się na 655. miejscu pod względem liczby ludności, natomiast pod względem powierzchni na miejscu 950.).

## Populacja

Populacja Le Triadou w latach 1962-2008